# CDCA7
CDCA7‏ (Cell division cycle associated 7) هوَ بروتين يُشَفر بواسطة جين CDCA7 في الإنسان.